# Tokyo Dome
Le Tokyo Dome (東京ドーム, Tōkyō Dōmu, TSE : 9681) est un stade pourvu de 55 000 sièges localisé dans l'arrondissement de Bunkyō, à Tōkyō. C'est le terrain des Yomiuri Giants, une équipe de baseball japonaise, et le Dome a parfois accueilli des rencontres de basket-ball et de football américain, aussi bien que des combats de catch et de free fight, des courses de monster trucks ou encore des concerts. Il est surnommé « Big Egg » en raison de sa forme.
Le Tokyo Dome est aussi au centre de Tokyo Dome City qui contient le Tokyo Dome Hotel conçu par Kenzō Tange, un parc d'attractions entouré d'un centre commercial, nommé Tokyo Dome City Attractions surmonté de Thunder dolphin, le 7e plus haut circuit de montagnes russes du monde. En haut de LaQua se trouve un onsen, l'un des seuls à Tōkyō.

## Histoire
Depuis 1994, la New Japan Pro Wrestling organise chaque année, le 4 janvier, le plus grand évènement de puroresu intitulé Wrestle Kingdom, attirant régulièrement entre 30 000 et 40 000 spectateurs.
Des concerts se jouent régulièrement au Tokyo Dome :
Michael Jackson donna 21 concerts durant ses 3 tournées mondiales : Bad World Tour, 9 concerts les 9, 10, 11, 17, 18, 19, 24, 25 et 26 décembre 1988 (405 000 spectateurs), en 1992 pour son Dangerous World Tour, 8 concerts les 12, 14, 17, 19, 22, 24, 30 et 31 décembre (360 000 spectateurs) puis en 1996 durant son HIStory World Tour, 4 concerts les 13, 15, 17 et 20 décembre (180 000 spectateurs).
L'Arc-en-Ciel y a joué pour la première fois le 23 décembre 1997 (premier concert du groupe avec Yukihiro comme membre de session). Les 56 000 places ont été vendues en 4 minutes.
Mariah Carey a chanté au Tokyo Dome en 1996 et 1998 avec l'intégralité des tickets vendus en quelques heures.
Le 31 décembre 1997, le groupe X Japan y donna son dernier concert, le Last Live. Ce fut la dernière apparition du guitariste Hideto 'hide' Matsumoto avec le groupe. En mars 2008, X Japan ressuscité y a donné trois concerts les 28, 29 et 30 mars, hide apparaissant sur des vidéos en hologramme, ou remplacé par Sugizo, le guitariste du groupe Luna Sea, pour certaines parties de guitare. Le groupe y a également joué les 2 et 3 mai 2009.
Les 6 et 7 juillet 2001, la chanteuse Ayumi Hamasaki a donné 2 concerts exceptionnels au Tokyo Dome, dans le cadre de son Dome Tour 2001.
En 2008, Céline Dion a donné deux concerts exceptionnels les 8 et 9 mars dans le cadre de sa tournée mondiale Taking Chances Tour.
En 2009, le groupe japonais KAT-TUN de la Johnny's Entertainment établit un record puisqu'il fit 8 concerts d'affilée au Tokyo Dome, du 15 au 21 mai, chantant ainsi devant un total de 440 000 fans. Il détrone donc le groupe Smap (également de la JE), qui a chanté 6 soirs de suite en 2008 .
En 2010, le groupe japonais The GazettE confirma que le groupe allait donner un concert le 26 décembre, ce qui conclura leur tournée NAMELESS LIBERTY SIX BULLETS.
En 2010, le 3 novembre, le groupe electro Jpop Perfume a réalisé un concert s'intitulant "1234567891011" en référence à la 11e année que le groupe allait passer. Le concert a attiré 50 000 spectateurs. Les 3 et 4 décembre 2011, la chanteuse Nana Mizuki y donne deux concerts sur deux jours dont les places seront vendues en quelques heures seulement. Elle deviendra la première seiyuu à s'être produit dans la plus grande salle du Japon.
En 2011, l'agence SM Entertainment effectue un world tour s'intitulant SMTown Live '10 World Tour (en)', (en) SM Town Live World Tour III (en) et se produira pendant 3 jours au Tokyo Dome (2,3,4 septembre ) avec ses artistes Girl's Generation, Shinee, F(x) (en), Boa, Super Junior, TVXQ, Super-Junior-M (en), Kangta, The Grace (en) , J-Min (en), Kim Min-Jong (en). Après cela, il remporte un franc succès et continuera les autres années (2012/2013) à se produire ici, en ajoutant leur nouveau groupe masculin, EXO.
En 2012 le groupe AKB48 y donnera trois concerts s'intitulant "AKB48 in TOKYO DOME ~1830m no Yume~ " 1 830 mètres correspondant à la distance entre le théâtre des AKB48 et le Tokyo Dome.
En 2013 (le 6 janvier), le groupe sud-coréen KARA un girlsband, fait son premier concert, s'intitulant "Karasia 2013 Happy New Year in Tokyo Dome" (en). C'est une première dans le monde la k-pop car elles seront le premier groupe féminin à donner un concert au Tokyo Dome.
En 2013 (le 22, 23, 24 et 25 août), le groupe AKB48 se rendra une nouvelle fois au Tokyo Dome lors de sa tournée "AKB48 2013 Manatsu no Dome Tour ~Mada mada, Yaranakya Ikenai koto ga aru~"
En 2014 (le 9 décembre), le girlsband sud-coréen Girl's Generation a fait son premier concert solo au Tokyo Dome. Ce concert s'intitule "The Best Live at Tokyo Dome".
En 2016 (le 19 septembre), le groupe de kawaii metal Babymetal fera son premier concert solo au Tokyo Dome. Ce concert s'intitule "Legend -Metal Resistance-"
En 2023 (le 21 février) lors du show Keiji Muto Grand Final Pro-Wrestling organisé par la Pro Wrestling Noah, le célèbre catcheur Keiji Muto y effectue son dernier match,. L'évènement a vu la participation de catcheur de la plupart des grosse fédérations de catch japonaise. A la fin du show, Muto défie Masahiro Chōno catcheur contre qui il avait fait ses débuts offrant ainsi a ce dernier son match de retraite

## Galerie

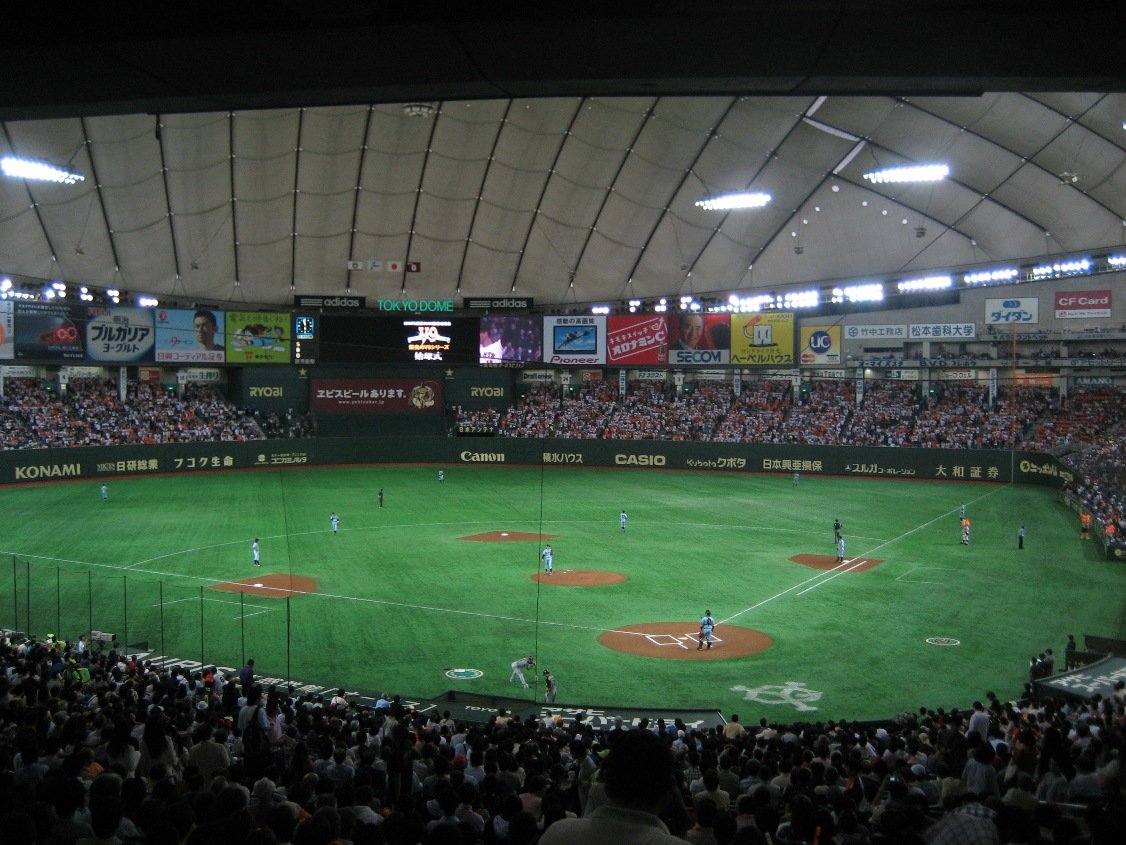
Intérieur
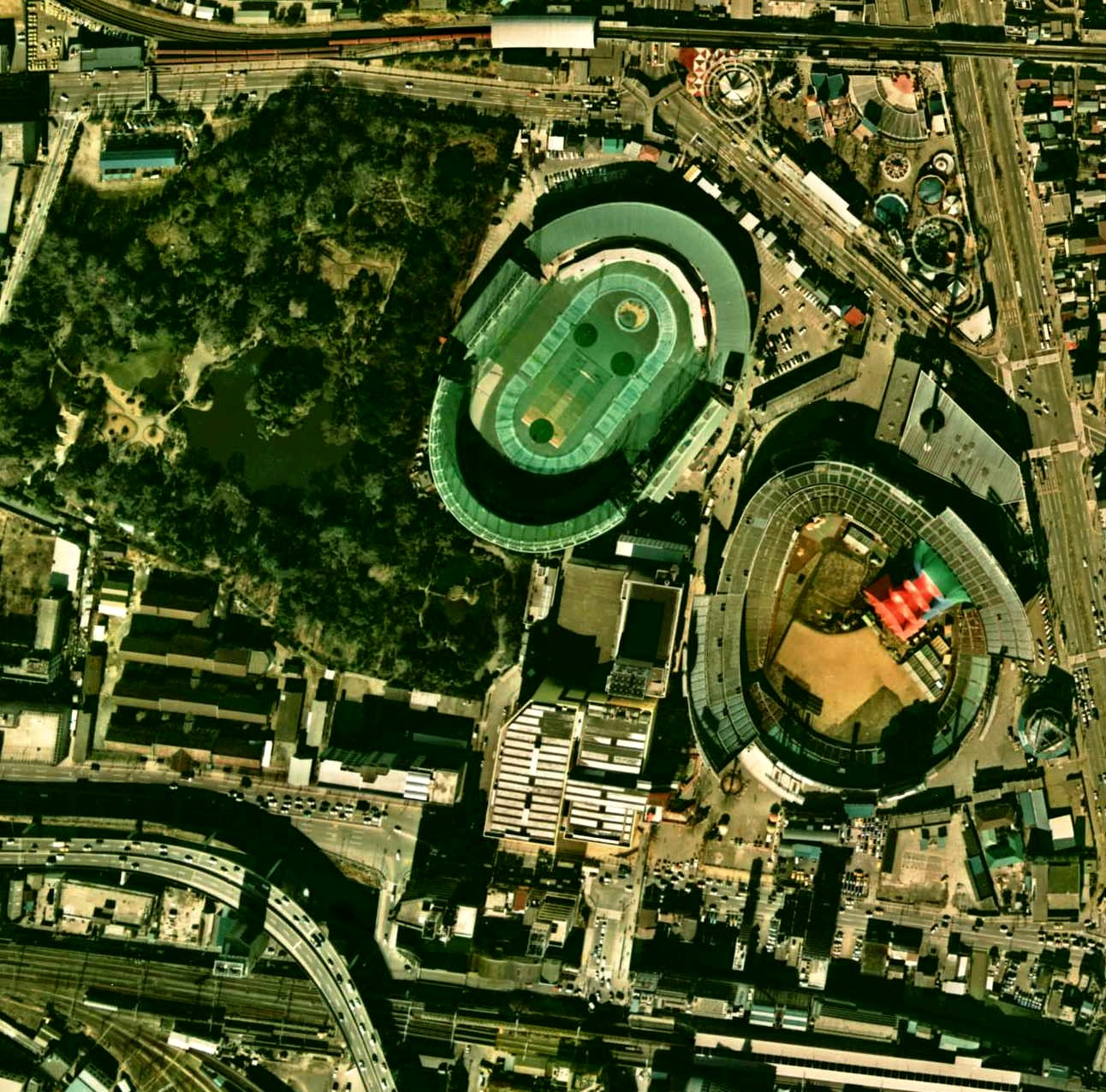
En 1974
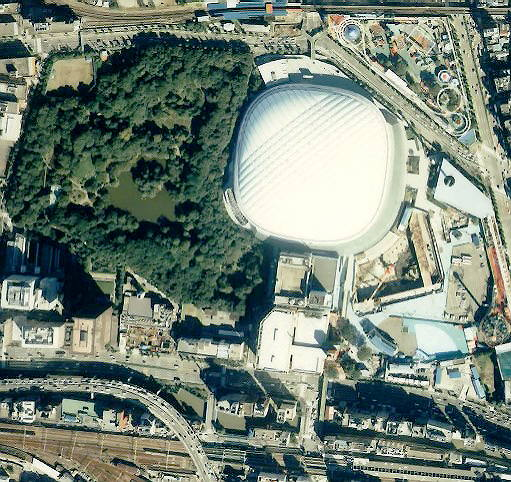
En 1989
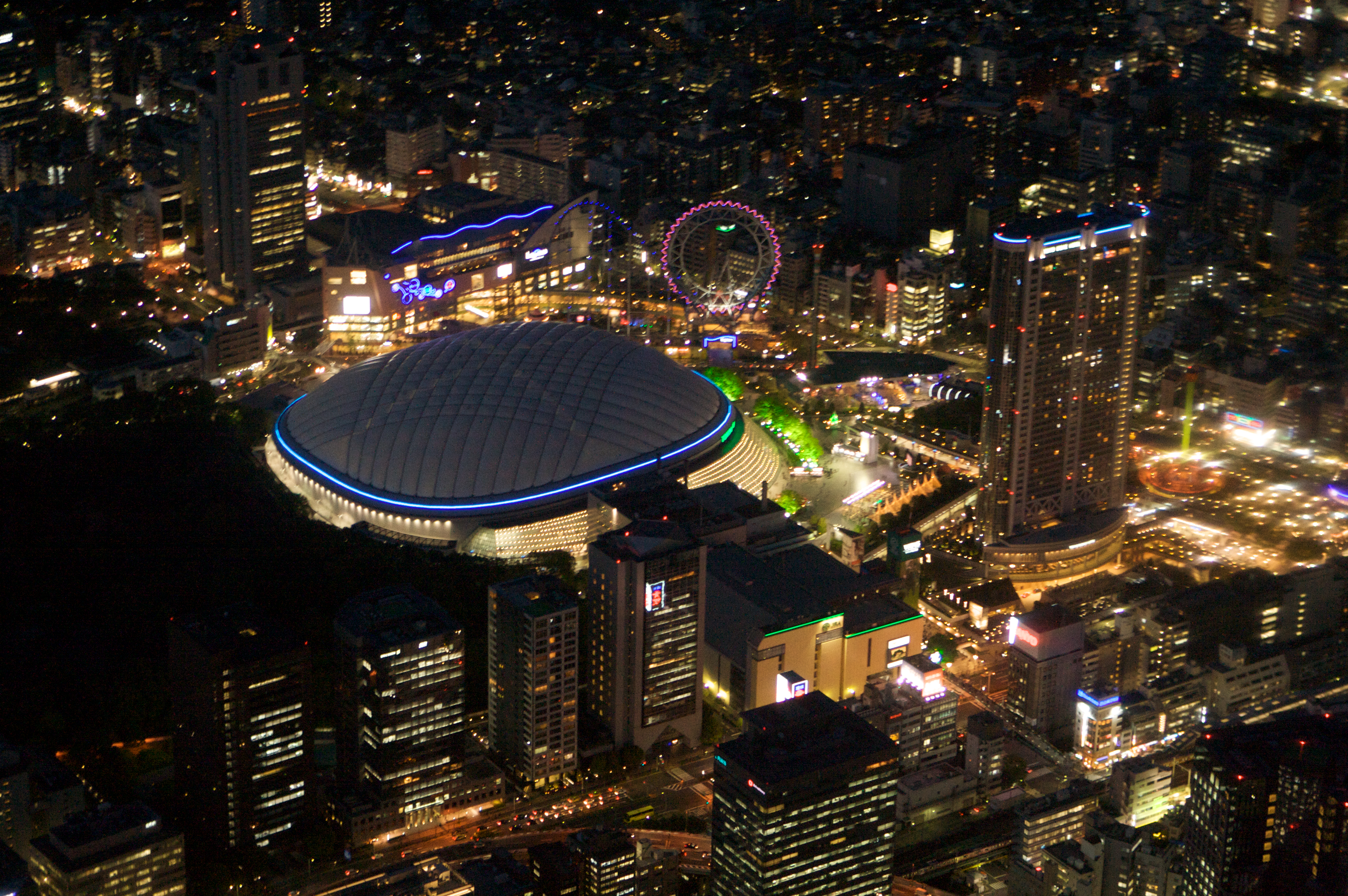
Tokyo Dome city vue de nuit
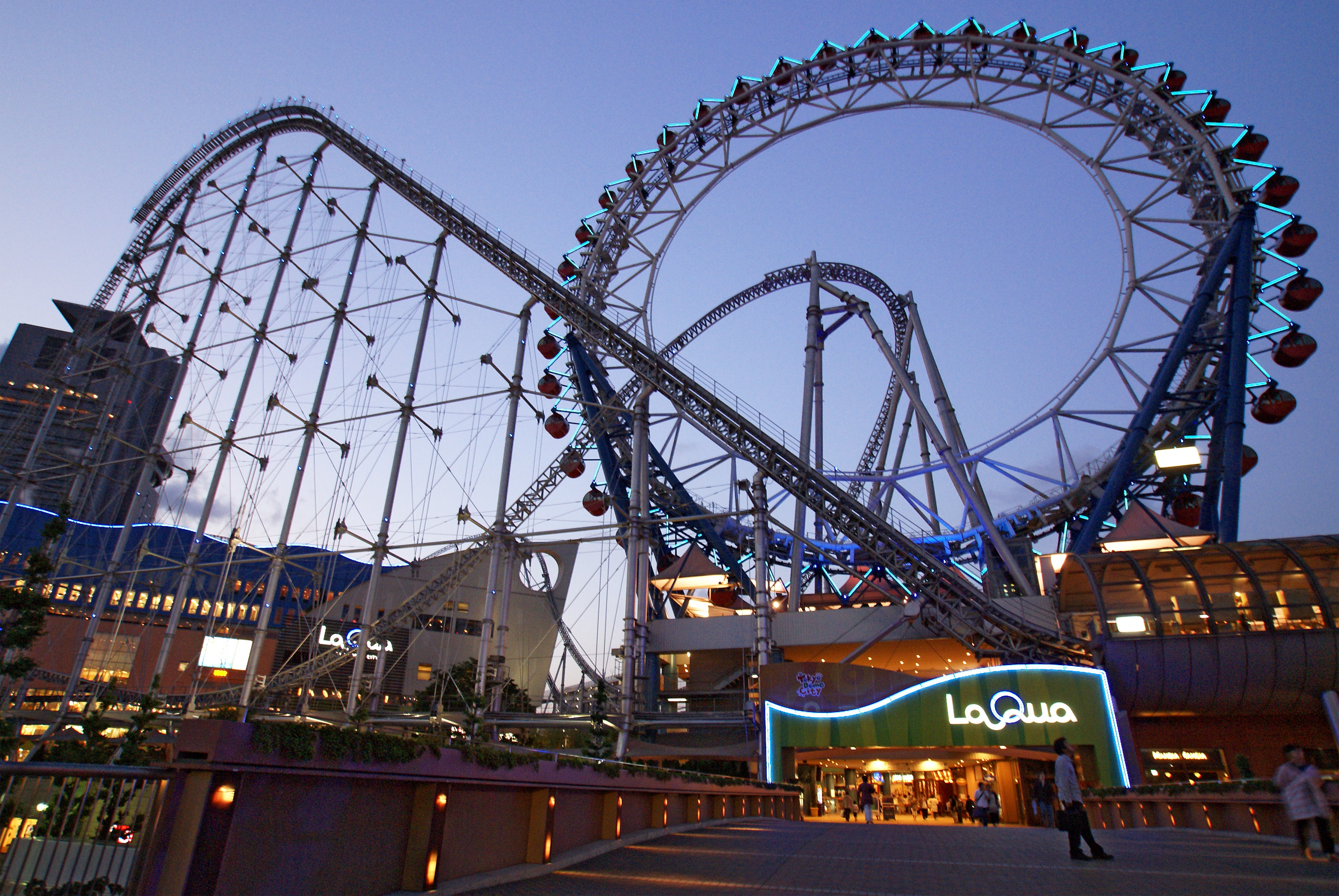
Tokyo Dome City Attractions et les montagnes russes Thunder dolphin